# Tukchang
Tukchang (Hán Việt: Đắc Tướng) là một địa khu của tỉnh Pyongan Nam tại Cộng hòa Dân chủ Nhân dân Triều Tiên. Tukchang trở thành một đơn vị hành chính rieng biệt sau khi tách khỏi Pukchang năm 1995. Địa khu được chia thành 4 khu.
Trại tù chính trị số 18 là một trung tâm lao động cưỡng bức lớn tại địa khu Tukchang và huyện Pukchang bên bờ sông Đại Đồng. Nhiều người trong số 50.000 tù nhân làm việc trong các mỏ than. Năm 2008, dân số toàn địa khu là 50.033 người (23.789 nam và 26.244 nữ), trong đó dân số đô thị là 42.806 người (85,6%), dân số nông thôn là 7.227 người (14,4%).